# 정진섭 (법조인)
정진섭(鄭陳燮, 1955년 ~ )은 대한민국의 지적재산권 및 인터넷 정보법 전문 법조인이다.
1955년 서울 청량리에서 출생하였으며, 경희대학교 법학박사학위를 받았다. 1990년대 중반 인터넷 정보법 분야의 학문개척을 위해 한국정보법학회의 출범에 산파역을 맡았으며, 현재 창작과 나눔의 문화를 확산하기 위한 크리에이티브 커먼즈 코리아 이사장을 맡고 있다.

## 주요 경력
- 경희대학교 법과대학 교수
- 유미지재권법률사무소 대표변호사
- 저작권위원회, 컴퓨터프로그램보호위원회 위원

### 그 외의 경력
- 사법연수원 11기, 프랑스국립사법관학교 수료
- 대검찰청 전산관리담당관, 서울중앙지검 형사6부장검사, 초대 컴퓨터수사부장 등을 지냄